# Azeites da Beira Interior
Os Azeites da Beira Interior DOP (que inclui o Azeite da Beira Alta DOP e o Azeite da Beira Baixa DOP) são produtos de origem portuguesa com Denominação de Origem Protegida pela União Europeia (UE) desde 13 de novembro de 1996.

## Agrupamento gestor
O agrupamento gestor das denominações de origem protegidas "Azeites da Beira Interior", "Azeite da Beira Alta" e "Azeite da Beira Baixa" é a Associação de Produtores de Azeite da Beira Interior.

## Área geográfica de produção[2]
| Azeite                 | Concelho                    |
| ---------------------- | --------------------------- |
| Azeites da Beira Alta  | Almeida                     |
| Azeites da Beira Alta  | Celorico da Beira           |
| Azeites da Beira Alta  | Figueira de Castelo Rodrigo |
| Azeites da Beira Alta  | Fornos de Algodres          |
| Azeites da Beira Alta  | Guarda                      |
| Azeites da Beira Alta  | Gouveia                     |
| Azeites da Beira Alta  | Manteigas                   |
| Azeites da Beira Alta  | Meda                        |
| Azeites da Beira Alta  | Pinhel                      |
| Azeites da Beira Alta  | Seia                        |
| Azeites da Beira Alta  | Trancoso                    |
| Azeites da Beira Baixa | Belmonte                    |
| Azeites da Beira Baixa | Castelo Branco              |
| Azeites da Beira Baixa | Covilhã                     |
| Azeites da Beira Baixa | Fundão                      |
| Azeites da Beira Baixa | Idanha-a-Nova               |
| Azeites da Beira Baixa | Mação                       |
| Azeites da Beira Baixa | Oleiros                     |
| Azeites da Beira Baixa | Penamacor                   |
| Azeites da Beira Baixa | Proença-a-Nova              |
| Azeites da Beira Baixa | Sabugal                     |
| Azeites da Beira Baixa | Sertã                       |
| Azeites da Beira Baixa | Vila de Rei                 |
| Azeites da Beira Baixa | Vila Velha de Rodão         |